# Pascoe Glacier
Pascoe Glacier är en glaciär i Antarktis. Den ligger i Östantarktis. Nya Zeeland gör anspråk på området. Pascoe Glacier ligger 1 751 meter över havet.
Terrängen runt Pascoe Glacier är kuperad åt sydost, men åt nordväst är den bergig. Trakten är obefolkad. Det finns inga samhällen i närheten. 